# De Vennen (Deurne)
De Vennen is een wijk in de Nederlandse gemeente Deurne.
De wijk werd gebouwd tussen circa 2000 en circa 2005 aan de westzijde van het dorp Deurne, en ligt ingesloten tussen de Houtenhoek en de Binderendreef, de westelijke rondweg van Deurne. De straten in de wijk zijn vernoemd naar Deurnese dichters en schrijvers, zoals Frans Babylon, Leon van Kelpenaar, Willi Martinali, Gerrit van Bakel en Jules de Corte.
Dorpen: Deurne · Helenaveen · Liessel · Neerkant · Vlierden · Walsberg

Buurtschappen: Baarschot · Belgeren · Bleijs · Breemortel · Groote Bottel · Kleine Bottel · Groot Bruggen · Klein Bruggen · Derp · Donschot · Haageind · Halte · Hanenberg · Heieind · Heimolen · Heitrak · Kerkeind · Kranenmortel · Kulert · Leensel · Luttel Meijel · Merlenberg · Molenhof · Pannenschop · Ruth · Schans · Schelm · Sloot · Veldheuvel · Vloeieind · De Voorstad · Voorste Beerdonk · Voort · Vreekwijk

Noord-Brabant: Steden en dorpen      Nederland: Provincies · Gemeenten